# Antoni Szymański (lotnik)
Antoni Szymański (ur. 17 marca 1901, zm. 27 września 1988) – polski lotnik, podporucznik rezerwy Wojska Polskiego, pilot doświadczalny.

## Życiorys
Urodził się w rodzinie chłopskiej, miał 4 braci i 4 siostry. W 1907 jego rodzina wyemigrowała za pracą do USA, lecz powróciła do Polski w 1910. Po ukończeniu szkoły wiejskiej, przerwał naukę w 7. klasie gimnazjalnej. W okresie I wojny światowej mieszkał z rodziną pod Łomżą. W 1920 został powołany do Wojska Polskiego i przydzielony do 48 pułku Strzelców Kresowych. Po przeszkoleniu na dowódcę drużyny, służył przez krótki okres na froncie nad Bugiem podczas wojny polsko-radzieckiej w stopniu kaprala, został lekko ranny. Starał się już wówczas o przeniesienie do lotnictwa.
Urlopowany z wojska bezterminowo w grudniu 1920, został ponownie powołany w 1922 do 2 pułku saperów kolejowych w Jabłonnie i ukończył techniczny kurs saperów. W końcu w marcu 1923 został przeniesiony do 1 pułku lotniczego. Ukończył w latach 1923–1924 kurs obsługi samolotów i silników oraz radiotelegrafistów. W 1925 został zawodowym podoficerem i służył jako instruktor radiotelegrafista w stopniu plutonowego. W latach 1926–1927 ukończył szkołę pilotażu w Grudziądzu i Dęblinie, po czym służył jako instruktor w Centrum Wyszkolenia Oficerów Lotnictwa w Dęblinie. Awansował w tym czasie do stopnia sierżanta. W 1936 ukończył wyższy kurs pilotażu w Grudziądzu, po czym powrócił jako instruktor do eskadry ćwiczebnej obserwatorów w CWOL w Dęblinie. 
Po wybuchu II wojny światowej, podczas kampanii wrześniowej ewakuował samoloty z Dęblina na wschodnie tereny kraju oraz zajmował się dowozem benzyny. 19 września 1939 ewakuował się na Węgry, gdzie został internowany, jak inni polscy żołnierze. Uciekł z internowania w Twierdzy Komarom, podczas próby powrotu do kraju został w 1940 aresztowany przez Niemców w Preszowie, lecz ostatecznie udało mu się zbiec i przedostać do Polski. Pracował podczas okupacji jako konserwator lotniska w Dęblinie. Działał jednocześnie w Armii Krajowej jako wywiadowca, pseudonim „Góra”. W 1942 musiał uciekać do Warszawy z powodu dekonspiracji, po czym powrócił do Dęblina, gdzie się ukrywał do wyzwolenia wschodniej części Polski. 
Po wyzwoleniu podjął w 1944 pracę w referacie lotnictwa cywilnego resortu komunikacji PKWN, po czym w sierpniu 1944 powołany został do lotnictwa wojskowego i awansowany na podporucznika pilota. Służył w 15 zapasowym pułku lotniczym w Zamościu, po czym w Sztabie Wojsk Pancernych i Zmotoryzowanych jako dowódca klucza łącznikowego. Po wyzwoleniu zachodniej Polski został przeniesiony do Bydgoszczy jako zastępca dowódcy portu lotniczego. Po zakończeniu wojny, w 1945 został zdemobilizowany. Oddelegowano go wówczas do pierwszego polskiego powojennego biura konstruktorów lotniczych – Lotniczych Warsztatów Doświadczalnych (LWD) w Łodzi, kierowanych przez Tadeusza Sołtyka, jako pilota-oblatywacza. 
28 października 1945 oblatał pierwszy polski powojenny samolot LWD Szpak-2 (pierwszy lot został zakończony złamaniem podwozia), po czym dokonał jego oficjalnego oblotu 6 listopada 1945. Następnie, w latach 1945–1950 oblatał także jako pierwszy prototypy samolotów LWD Szpak-3, Szpak-4 (pierwszy seryjny), LWD Żak-2, Żak-4, LWD Junak-1, LWD Zuch-1, Zuch-2 i dwusilnikowego LWD Miś.
Po rozwiązaniu LWD, w 1950 został przeniesiony do WSK-4 Okęcie w Warszawie. Oblatał tam do 1967 prototypy lub pierwsze seryjne egzemplarze samolotów LWD Junak-2, LWD Żuraw, CSS-13 (licencyjny Po-2), S-13, TS-8 Bies, PZL-102 Kos, PZL-104 Wilga 3 i inne. Oblatał też ok. 1000 samolotów seryjnych, oprócz wymienionych typów, Jak-12 i PZL-101 Gawron. Przeżył kilkanaście wypadków lotniczych, jednak dzięki swym umiejętnościom wychodził z nich cało. Miał też wiele przymusowych lądowań i jedynie 20 maja 1950 w wypadku prototypu Junak-2bis (flatter lotek) doznał trwałego uszkodzenia oka, lecz kontynuował latanie. W dniach 13 maja-8 czerwca 1960 wykonał rajd reklamowy PZL-102B Kos po Europie Zachodniej do Wielkiej Brytanii i z powrotem (9000 km). 
W 1968 odszedł na emeryturę po 41 latach pracy pilota. Jest autorem barwnych wspomnień „Całe życie za sterami” (Warszawa 1988). Miał żonę Walerię, synów Jerzego i Romualda (również pilota) i córkę Marię.
Antoni Szymański był jednym z najbardziej zasłużonych dla polskiego powojennego lotnictwa pilotów-oblatywaczy. Łącznie między 1926 a 1967 przebywał w powietrzu 11 640 godzin, latał na 66 typach i wersjach samolotów, mając 46.550 startów i lądowań. Był odznaczony Krzyżem Kawalerskim Orderu Odrodzenia Polski, Srebrnym Krzyżem Zasługi, Krzyżem Armii Krajowej, medalami: 30-lecia Polski Ludowej i 40-lecia Polski Ludowej.